# 大学前駅 (長野県)
大学前駅（だいがくまええき）は、長野県上田市下之郷にある上田電鉄別所線の駅である。駅番号はBE08。当駅を最寄駅とする大学・短大・短期大学校が1つずつあるため、朝夕は多くの学生で混雑する。

## 歴史
- 1921年（大正10年）6月17日 - 上田温泉電軌により、川西線の下本郷駅として開業[1]。
- 1939年（昭和14年）
  - 3月19日 - 路線名称変更により、別所線の駅となる。
  - 9月1日 - 社名変更により、上田電鉄の駅となる。
- 1943年（昭和18年）10月21日 - 合併により、上田丸子電鉄の駅となる。
- 1966年（昭和41年）6月1日- 本州大学前駅に改称[1]。
- 1969年（昭和44年）5月31日 - 社名変更により、上田交通の駅となる。
- 1974年（昭和49年）5月1日 - 本州大学の長野大学及び上田女子短期大学への改組・校名変更に伴い、大学前駅に改称[1]。
- 2005年（平成17年）10月3日 - 鉄道部門子会社化により、上田電鉄の駅となる。これにあわせて駅舎と駅前広場の整備を行い、翌2006年、現在の設備が完成。
- 2016年（平成28年）8月：駅ナンバリングが導入され、使用を開始[2][3]。

## 駅構造

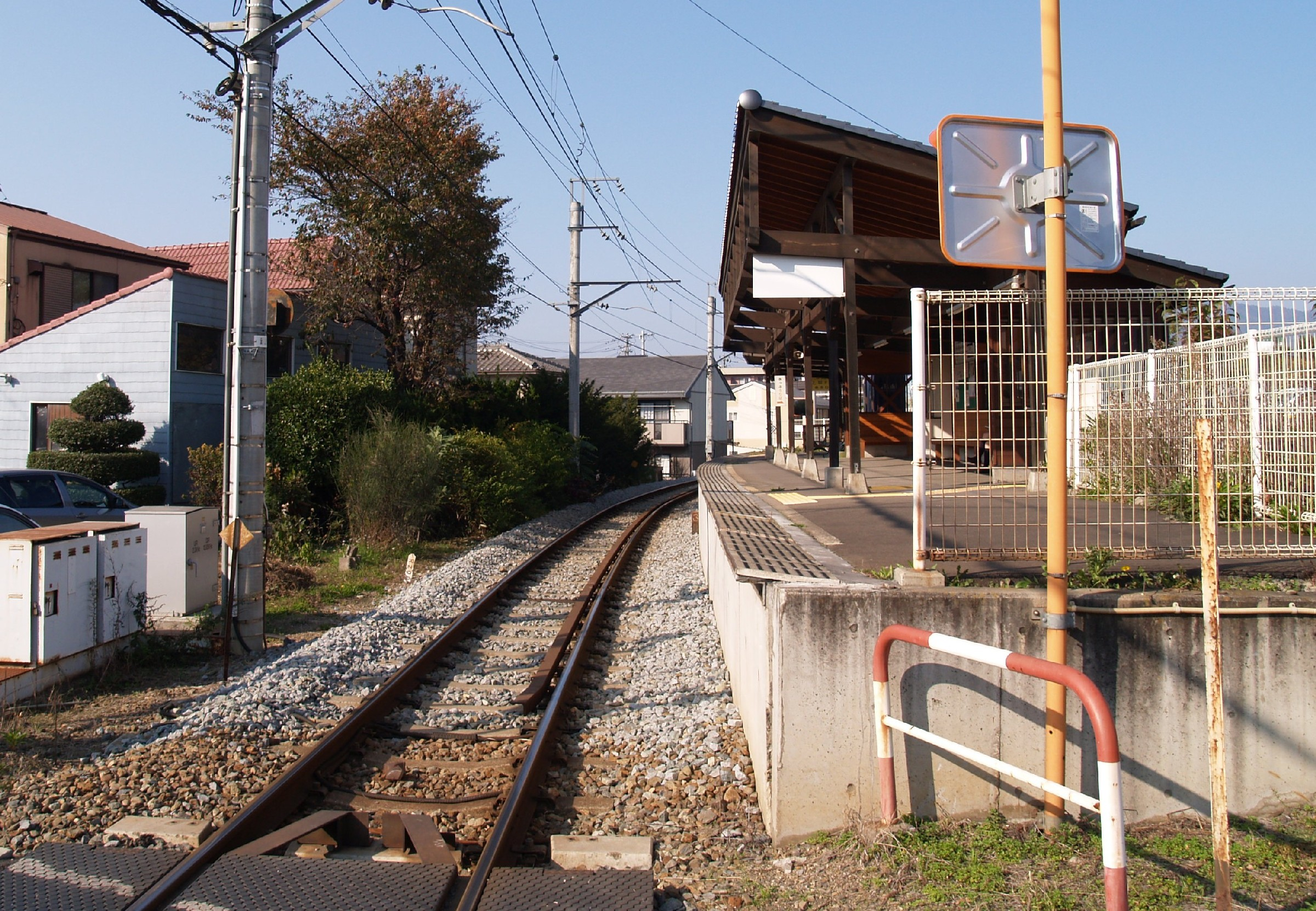
ホーム（2009年10月）

単式1面1線のホームを持つ地上駅。もとは駅員配置駅であった。通常は無人駅だが、新学期や夏の多客期には駅員が派遣される。自動券売機設置駅（1機）。かつてはホーム上にトイレがあったが老朽化のため2005年（平成17年）の駅設備改修時に撤去されている。
夏休みになると上田市自然運動公園内のプール利用客が多く乗降することから、以前は夏季のみ簡易委託駅となり上田市が窓口業務を行っていた。

## 利用状況
近年の一日平均乗車人員の推移は下記のとおり。
| 年度   | 一日平均 乗車人員 |
| ------ | ----------------- |
| 2010年 | 303               |
| 2011年 | 316               |
| 2012年 | 333               |
| 2013年 | 347               |
| 2014年 | 364               |
| 2015年 | 388               |
| 2016年 | 393               |
| 2017年 | 393               |

## 駅周辺
駅名の由来である長野大学は東へ約800mに位置している。
- 長野大学[1]
- 上田短期大学[1]
- 長野県工科短期大学校[1]
- 上田市自然運動公園（塩田運動公園）
- 大学前駅パーク・アンド・ライド（60台駐車可能）
- 上田リサーチパーク（県営工業団地）
- 上田市マルチメディア情報センター[1]
- いにしえの丘公園・下之郷古墳群（塚穴原第1号古墳、他田塚古墳）
- 旧宣教師館
- 産川
- 長野県道65号上田丸子線

### バス路線
「大学前駅」停留所にオレンジバス 東塩田コース（運行事業者・上田バス）が乗入れるが、火曜と金曜しか運行されない（※祝日となる日と年末年始期間（12月31日 - 翌年1月3日）は運休）。

## 隣の駅
上田電鉄
■別所線
神畑駅（BE07） - 大学前駅（BE08） - 下之郷駅（BE09）